# چانیس‌تسقالی
چانیس‌تسقالی (به لاتین: Chanistsqali) یک آب‌گذر و رود در گرجستان است که در سامگرلو-زمو سوانتی واقع شده‌است. این رود از میان شهر تسالنجیخا می‌گذرد و به رود خبی در نزدیکی روستای نارازنی در شمال شهر خبی می‌ریزد.